# بله-ووئه
بله-ووئه (انگلیسی: Belle-Vue) شرکت نوشیدنی بلژیکی است، که در سال ۱۹۱۳ تأسیس شد.